# Doctor Robert
Pistes de Yesterday and Today
Nowhere Man Yesterday
Pistes de Revolver
For No One I Want to Tell You
Doctor Robert est une chanson des Beatles écrite par John Lennon et Paul McCartney, enregistrée les 17 avril et 19 avril 1966 aux studios Abbey Road, et publiée le 5 août suivant sur l’album Revolver. 

## Genèse de la chanson
Le docteur Robert était très probablement Robert Freymann, dont l’officine se trouvait sur la 78e rue Est à New York. Dans les années 1960, le milieu artistique de la « Grosse Pomme » connaissait bien ce praticien prêt à leur délivrer toutes sortes de produits licites ou illicites, notamment des amphétamines. Cette réputation sulfureuse finit par parvenir aux oreilles de John Lennon et Paul McCartney. Ce dernier raconte : « John et moi pensions que l'idée était drôle. Les gens nous disaient « On peut tout se procurer avec lui ! Il vous donnera toutes les pilules que vous voulez ! » C'était un sacré business. La chanson était une blague sur ce type qui pouvait soigner tout le monde avec toutes ces pilules et ces tranquillisants. Il faisait surtout planer tout New York. »
Lennon lui-même aurait été client de ce médecin. En 1972, le personnage de Dr Robert est joué par Charlie Bacis dans Ciao! Manhattan. Cependant, en 1975, Robert Freymann perd sa licence pour faute professionnelle. Il meurt en 1987[réf. nécessaire].

## Enregistrement
Les Beatles firent sept prises différentes de la chanson le 17 avril 1966 et choisirent la dernière (Take 7) pour y ajouter deux jours plus tard, tous les overdubs vocaux, et notamment cette difficile harmonie à trois voix — « Well well well, you’re feeling fine » —, qui constitue le pont de la chanson.

## Analyse des paroles
Le texte de la chanson prend des allures de promotion humoristique des « services » de ce médecin peu orthodoxe, qui « travaille pour le National Health ». Le docteur Robert est présenté comme un personnage sympathique et serviable : disponible jour et nuit, il fait de vous un homme nouveau, un homme meilleur, bref, il fait tout ce qu'il peut pour vous aider. Si vous êtes au plus bas, il vous remonte avec un petit coup de son « breuvage spécial ». C'est un homme au succès inégalé, qui vous fera vous sentir bien.

## Interprètes
- John Lennon – chant, guitare rythmique, harmonium
- Paul McCartney – basse, chœurs
- George Harrison – guitare solo, maracas, chœurs
- Ringo Starr – batterie

### Équipe technique
- George Martin - production
- Geoff Emerick - ingénieur du son
- Phil McDonald - ingénieur du son assistant